# Méhanya

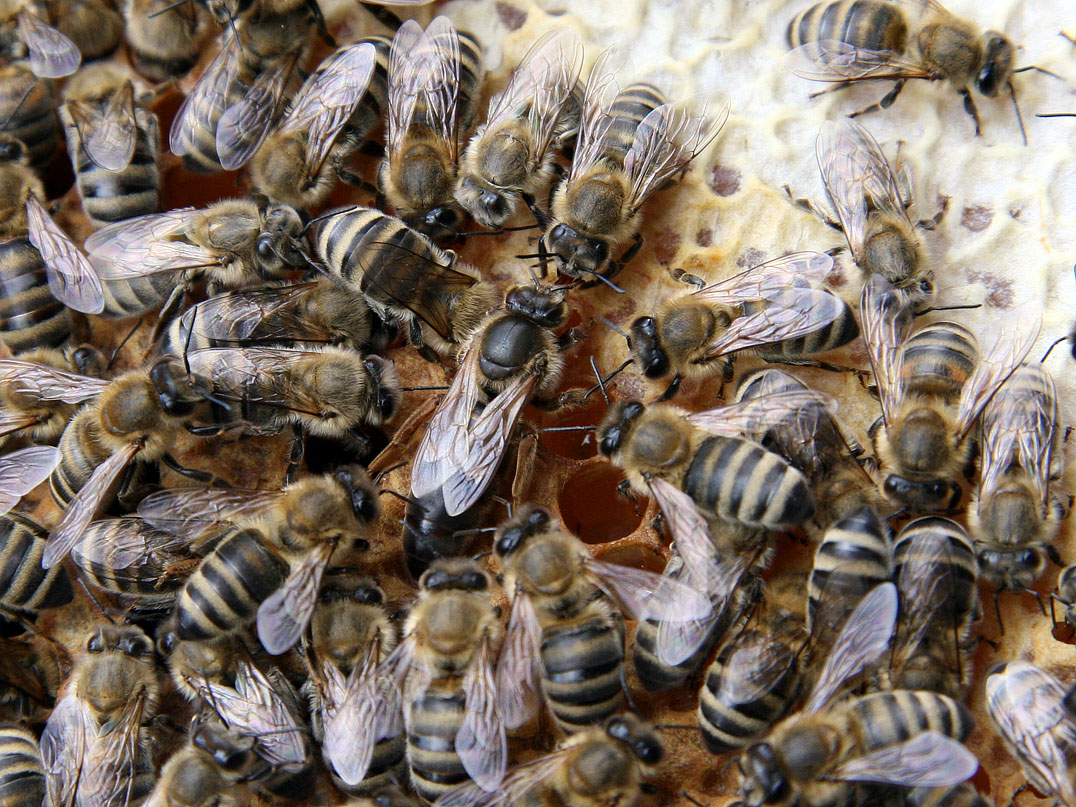
Krajnai méhanya udvartartásával

A méhanya – a köznyelvben gyakran méhkirálynő – a méhek továbbszaporításra alkalmas, teljesen kifejlett nőnemű alakja. Hosszú, szárnyain túl érő potroháról ismerhető fel. Párzása előtt párzatlan vagy szűz anya, párzása után párzott anya. Szerepe a család fenntartása, utánpótlásának biztosítása; rendezett körülmények között ő a család dolgozóinak az anyja, de a herék még ilyenkor is származhatnak más családokból. Várható élettartama 3 év, de akár 5 évig is élhet. Néhány német méhészetben akár 8 éves anyák is találhatók. Álcaként kizárólag méhpempővel táplálják és felnőtt életének nagy részében is ezt fogyasztja. Amikor nincs fiasítás (rajzás előtti állapot, telelés), vagy amikor még nem kezdett el petézni, akkor nem fogyaszt méhpempőt, a dolgozók mézzel és virágporral táplálják. Rendes körülmények esetén egy méhcsaládban egy anya van, de van, hogy egészséges családban a fiatal anya egy ideig együtt él az öreggel. Rajzáskor az öreg anya még azelőtt elhagyja a családot, mielőtt az új anyák kikelnének. Fiatal álcából az anya hirtelen elhalálozása után is tudnak a dolgozók anyát nevelni, erre azonban termelő méhészetben nem szabad hagyatkozni, mert ezzel már véget is ért a szezon.
A köznyelvben nevezik még méhkirálynőnek is, de ezt a méhésznyelv és a tudomány kerüli, mert nem uralkodik a családja fölött, nem ő dönti el, hogy ki mikor mit csinál. A tudomány jelenlegi állása szerint azonban mégis ő irányítja a család életét. Az anya elnevezés nem új, már a 18. század végi magyar méhészkönyvek is így nevezték.

## Fejlődése

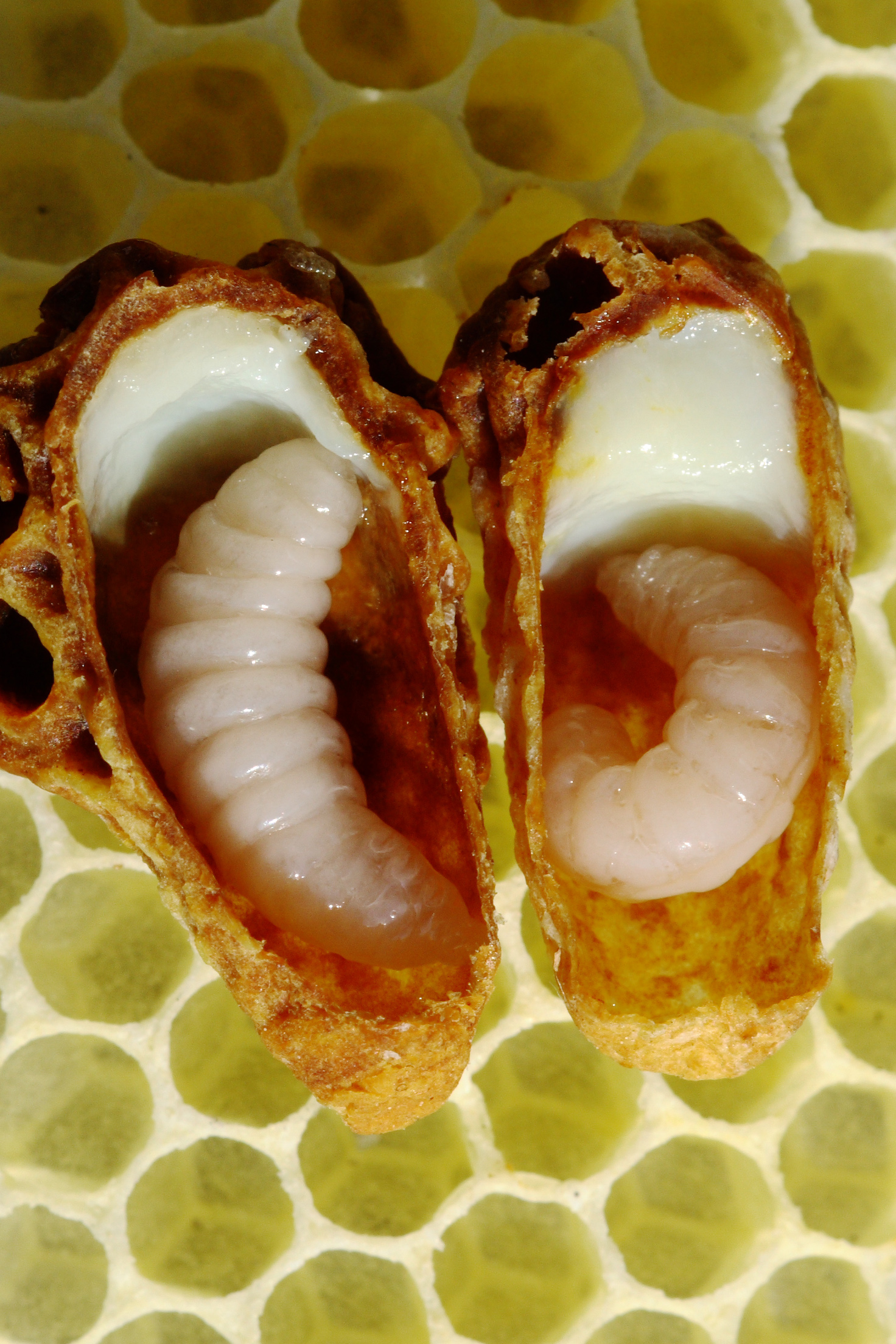
Idősebb anyaálcák méhpempőn úszva

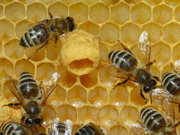
Anyabölcső

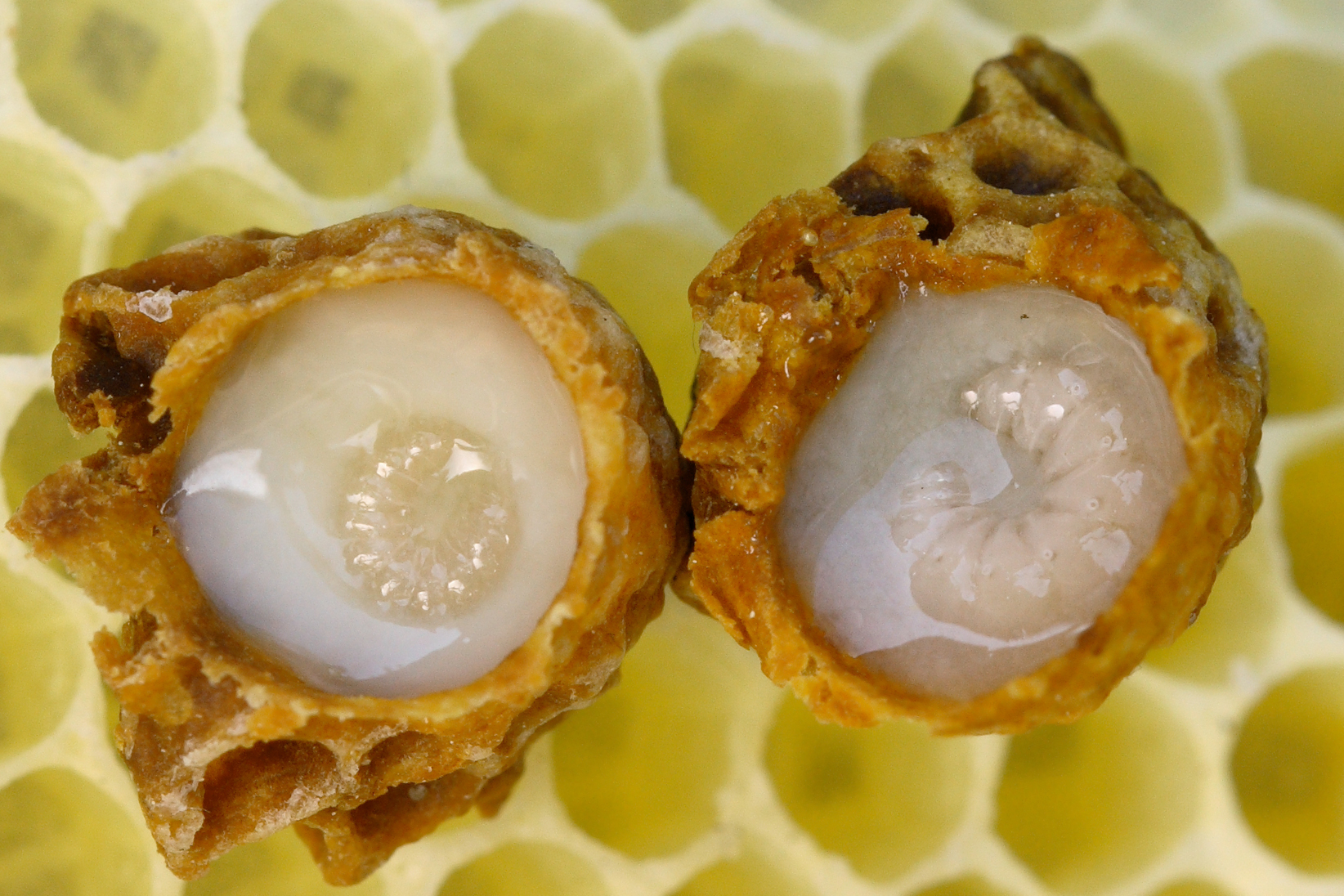
Fiatalabb anyaálcák méhpempőn úszva

Az anya felnevelése külön törődést igényel; a dolgozók megépítik az anyabölcső-kezdeményt, amibe szükség esetén az előző anya petét rak. Ezután a dolgozók befejezik az anyabölcsőt, és a benne kikelő álcát egész fejlődésének végéig méhpempővel táplálják, mást nem is kap. Az álca úszik a méhpempőn. Az anyabölcsőnek már a kezdeménye is sokkal nagyobb, mint a többi sejt. A rajbölcsők a keret szélén helyezkednek el, a csendes váltás vagy a pótbölcsők akárhol lehetnek a kereten. Ezeken a körülményeken múlik, hogy egy nőivarú álcából anya lesz, és nem dolgozó. Az anyaálca fejjel lefelé bábozódik be; a dolgozók ezután viasszal befedik. Keléskor az ifjú anya körben kirágja a fedést, de sokszor fedélként nyitja ki az anyabölcső tetejét. Ha új anyára van szükség, akkor a családban rendszerint több anyát is nevelnek, akik megküzdenek egymással. A győztes lesz a család új anyja.
A háziméh legtöbb fajtájánál az átlagos kikelési idő 16 nap. Az afrikanizált méhanya azonban 14 nap alatt kifejlődik. Emiatt az afrikanizálódás az európai fajtájú méhcsaládoknál valószínűbb. A nászrepülésre a kelés után általában 4-8 nappal kerül sor. Ehhez szép időnek kell lennie: napsütés, szélcsend. Ha a kikelés utáni második hét végéig nem párzik, akkor már nem is fog tudni párzani, és herepetéző lesz. A tervszerű méhészetben nem hagyatkoznak arra, hogy a méhek saját maguknak nevelnek anyát. Sok különböző módszer van az új anya nevelésére.

## Párzatlan anyák

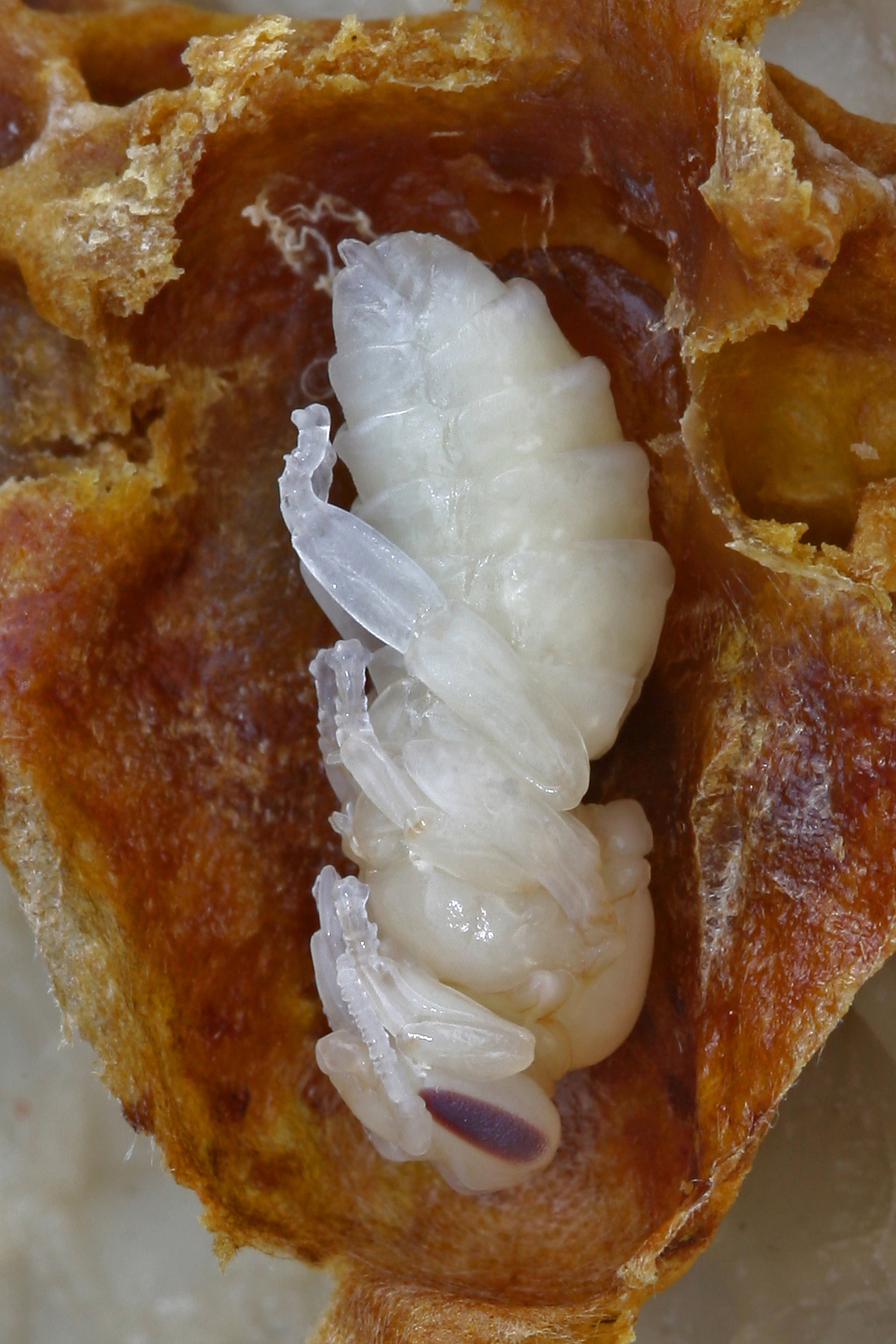
Fedett anyabölcső megnyitva a bábbal

Amíg az anya nem párzik, addig párzatlan vagy szűz anya. A párzatlan anya mérete a dolgozó és a petéző anya mérete közé esik. Nehezebb megtalálni, mert a dolgozók nem alkotnak körülötte udvart, ő pedig szaladgál a kereten, és átmászik mindenkin, aki útban van. Ha nagyon zavarják, akkor fel is szállhat. Gyakran a keret szélén vagy a kaptár sarkaiban lehet megtalálni. A fiatal anya kelése után néhány óráig még csak nagyon kevés feromont bocsát ki, így általában nem is ismerik fel, hogy anya. Az első néhány órában beadható anyátlan családnak, és jó eséllyel el is fogadják. Később már zárkázni és szoktatni kell.
A frissen kelt anya vetélytársait keresi. Általában hamar megtalálják egymást. Amelyik anya még nem kelt ki, az esélytelen. Az oldalt felnyitott anyabölcsőt valószínűleg egy rivális anya nyitotta ki, hogy könnyebben leszúrhassa a még ki nem kelt anyát. Ha a család rajzási hangulatban van, akkor a dolgozók megakadályozzák a harcot, és az ifjú anyák elrepülhetnek valamelyik rajjal. Egy elég nagy rajban 21 fiatal anyát is találtak. Ha az utórajok letelepedtek, vagy véget ért a rajzás, akkor az együtt maradt anyák megküzdenek egymással. Ha az első rajban van öreg és fiatal anya is, akkor egy ideig együtt élnek, amíg valamelyikük meg nem hal.
A méhanya hangja tütülés. Hangmagassága gisz, más néven ász. Az első hang két másodperces, majd ezt több negyed másodperces hang követi. Igazából a még ki nem kelt méhanyák is tütülnek, de ezt kívülről kvákogásnak lehet hallani. A fiatal anyák gyakran tütülnek, amíg meg nem győződnek arról, hogy már nincs több ellenfél. A párzott anya is tütül egy rövid ideig, miután kiengedték a zárkájából az új családban. A tütülés gyakoribb abban a családban, ahol több anya is van. A hang jelzi, hogy az anya készen áll a harcra, harcolni akar, vagy azt, hogy melyik anyát érdemes támogatni.

## Párzás

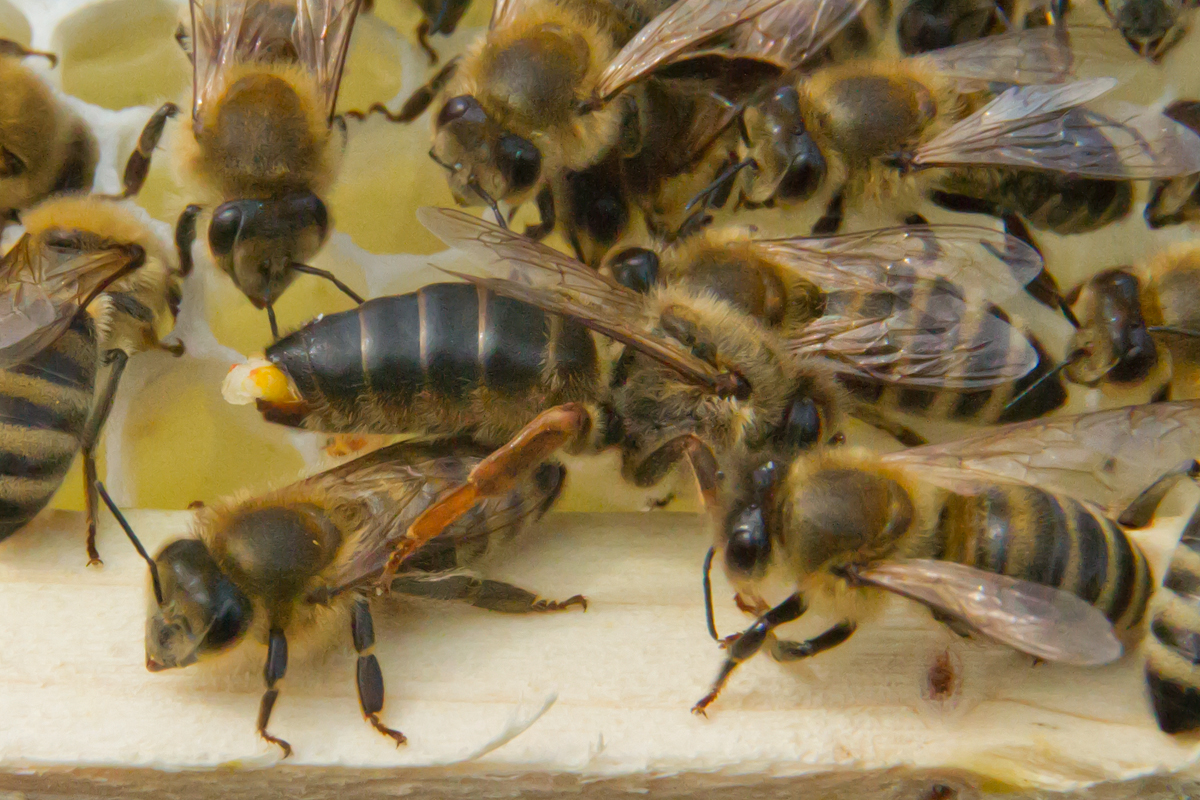
Frissen párzott méhanya párzási jelvénnyel, vagyis egy here ivarszervével

A győztes anya egy szép, napsütéses, meleg, szélcsendes napon kirepül párzani. Előfordul, hogy többször is felkeres egy heregyülekező helyet, ahol párosodik több herével,  amíg úgy érzi, hogy elegendő spermája gyűlt össze a teljes hátralevő életére. A párzás a levegőben megy végbe. A párzásra többnyire az anya kelése utáni hatodik-tizedik napon kerül sor. A visszatérő anya 2-3 napon belül petézni kezd.
Ha két héten belül nem tud kirepülni, akkor már nem tud párzani. Ez a legtöbb méhfajnál végzetes a család számára, mivel nem tudnak megtermékenyítetlen petéből új anyát vagy dolgozókat nevelni. Ha az anya elvesztésekor a körülmények nem megfelelőek, akkor a dolgozók kezdenek el petézni (álanyák). Néhány faj és fajta tagjai szűznemzéssel nősténypetéket is képesek létrehozni. Ilyen például az Apis mellifera capensis, amely képességet azonban termelő méhészetben nem érdemes kihasználni, mert ezek előbb egy ideiglenes anyát nevelnek, és annak utódaiból nevelik a végleges anyát, így ez a szaporodási mód hosszú távon kedvezőtlen a dolgozók számát tekintve.
Idősebb anyák is herepetézőkké válhatnak, miután kifogytak a spermakészletükből.
A méhtenyésztésben használnak mesterséges megtermékenyítést, amikor is a kiválasztott herék spermájával termékenyítik meg az anyát. Az anyát elkábítják, majd a heréből kiszívott spermát befecskendezik. Amíg az anya petézni nem kezd, két naponta megismétlik a műveletet. Egy befecskendezés 2-3 hónapig, két befecskendezés egy évre, négyszeri befecskendezés majdnem olyan hosszú időre elég, mint a természetes párzás. A magyar bioméhészet megengedi, az angol nem, mert azzal megsértenék a királynőt.

## Mindennapi élete

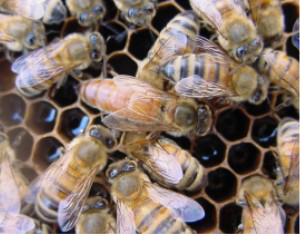
Jelöletlen anya

Egy jól táplált párzott anya csúcsszezonban napi 1500 pete lerakására képes, ami meghaladja a saját testtömegét. Fiatal dolgozók veszik körül, akik méhpempővel etetik, és kihordják a székletét. Udvara feromonokat vesz át tőle, amit elterjesztenek a kaptárban. Ezek gátolják a dolgozók petefészekműködését és új anyabölcsők építését.
Az anya képes akaratlagosan dönteni arról, hogy megtermékenyíti-e a következő petéjét, azaz dönthet az utód neméről. A heresejtekbe herét petéz, a dolgozósejtekbe nőstényt, melyek méretükben különböznek: a herék számára jóval nagyobb sejtek készülnek. Rajzásra vagy váltásra készülve anyabölcsőkezdeményt is bepetéz nőivarú petével.

## Csendes váltás

Az (e)-9-oxodec-2-sav („anyatermék”) kémiai szerkezeti képlete

Ha egy anyát rajzás nélkül váltanak le, mert öreg, beteg vagy más baja van, akkor csendes váltásról van szó. Az idősödő anyákat azért váltják le, mert egyre kevesebb feromont termelnek, és egyre kevesebbet petéznek.
A méhanya állkapocsmirigye anyaterméket termel. Ez a feromon jelzi, hogy a családnak anyja van, és ezzel együtt elnyomja a dolgozók petefészekműködését, így gondoskodik arról, hogy a család jól érezze magát. Ha a feromon szintje egy bizonyos érték alá csökken, akkor a dolgozók új anyákat kezdenek nevelni. Ennek a hiányáról veszik észre, hogy nincs anyjuk.
A váltást a méhész az anya hátsó vagy középső lábainak körömollóval való megcsonkításával is elérheti. Ezzel az anya nem tudja pontosan középre elhelyezni a petéket a sejtben, ezért váltja magát. Ha már felnőttek a fiatal anyák, és megkímélték az öreget, akkor a dolgozók ölik meg. Gyakran a méhész által beadott anyát is megölik, ezért az új anyát zárkázni és szoktatni kell.
Ha az anya hirtelen elpusztul, és vannak fiatal álcák, akkor a dolgozók kiválasztanak néhány fiatal dolgozóálcát, és anyát nevelnek belőlük. Mivel azonban nem a minőség, hanem a gyorsaság a fő szempontjuk, ezért 3-4 napos álcákat választanak, mert azokból lesz a leghamarabb anya. Sejtjüket anyabölcsővé építik át, és fölöslegben adnak nekik méhpempőt. Az így nevelt anya kisebb és rosszabb lesz a szokásosnál, ezért a termelő méhészetben inkább anyásítanak. Az anya elfogadtatására számos módszer létezik.

## Anyajelölő színek
| Anyajelölő szín | Anyajelölő szín | Az évszám utolsó jegye |
| --------------- | --------------- | ---------------------- |
| fehér           |                 | 1 vagy 6               |
| sárga           |                 | 2 vagy 7               |
| piros           |                 | 3 vagy 8               |
| zöld            |                 | 4 vagy 9               |
| kék             |                 | 5 vagy 0               |

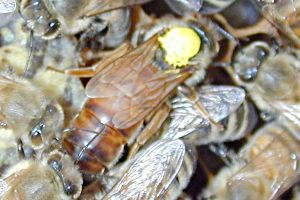
Jelölt méhanya

Bár a méhanya potroha hosszabb, mint a dolgozóké, sokszor nehéz felismerni a több tízezernyi dolgozó között. Ezért, és azért, hogy a méhész a korát is könnyen felismerhesse, szokás megfesteni a méhanyák torát. A felhasznált festék vagy körömlakk nem ártalmas az anya egészségére. A festés színére nemzetközi szabványt hoztak létre, ami 5 évenként ismétlődő színeket ír elő. Néhány méhész számozott lapocskával jelöli a méhanyát.

## Fullánk
Az anya fullánkja a dolgozókéval szemben csak 2-3 horgot tartalmaz, ezért vissza tudná húzni az elasztikus bőrből is, de nem szokott elasztikus bőrbe szúrni, inkább elrepül. Csak vetélytársai, illetve néha herék ellen használja. Amikor fiasítást kell fenntartania, akkor a fullánk eredeti célját tölti be, és tojócsőként működik. A fiasítás szünetében, például rajzás előtt a fullánk aktiválódik, és ha nem tud kirajzani az anyarács miatt, akkor ő is részt vesz a küzdelemben.

## A művészetben
Joseph Beuys műveiben a méz, a méhanya és a méhcsalád fontos szerephez jut. A méz a gondolatok szubsztanciája, valamint a méhcsalád szerkezetének szimbolikus kifejeződése.
Az ókori Egyiptomban a méhcsalád szimbolizálta az államot, a méhanya pedig a fáraót.

## Értelmezése
A méhanya, de inkább a méhkirálynő kifejezés a társadalomban gyakran jelent egy olyan erélyes nőt, aki egy közösséget, családot, vállalkozást, céget irányít vagy összetart, és ezáltal hatalmat birtokol.

## Fordítás
- Ez a szócikk részben vagy egészben  a   Queen bee című angol Wikipédia-szócikk fordításán alapul.  Az eredeti cikk szerkesztőit annak laptörténete sorolja fel. Ez a jelzés csupán a megfogalmazás eredetét és a szerzői jogokat jelzi, nem szolgál a cikkben szereplő információk forrásmegjelöléseként.
- Ez a szócikk részben vagy egészben  a   Bienenkönigin című német Wikipédia-szócikk fordításán alapul.  Az eredeti cikk szerkesztőit annak laptörténete sorolja fel. Ez a jelzés csupán a megfogalmazás eredetét és a szerzői jogokat jelzi, nem szolgál a cikkben szereplő információk forrásmegjelöléseként.